# Strážov
Strážov – miasto w Czechach, w kraju pilzneńskim, w powiecie Klatovy.
Według danych z 1 stycznia 2024, liczba mieszkańców miasta wynosi 1368 osób (1114. miejsce w kraju wśród miejscowości; 555. miejsce wśród miast).

## Demografia
| Rok             | 2008 | 2016 | 2024 |
| --------------- | ---- | ---- | ---- |
| Liczba ludności | 1330 | 1406 | 1368 |